# ويليام إل. ستيل
ويليام إل. ستيل (بالإنجليزية: William L. Steele)‏ هو مهندس معماري أمريكي، ولد في 2 مايو 1875، وتوفي في 4 مارس 1949.